# Teleosaurus

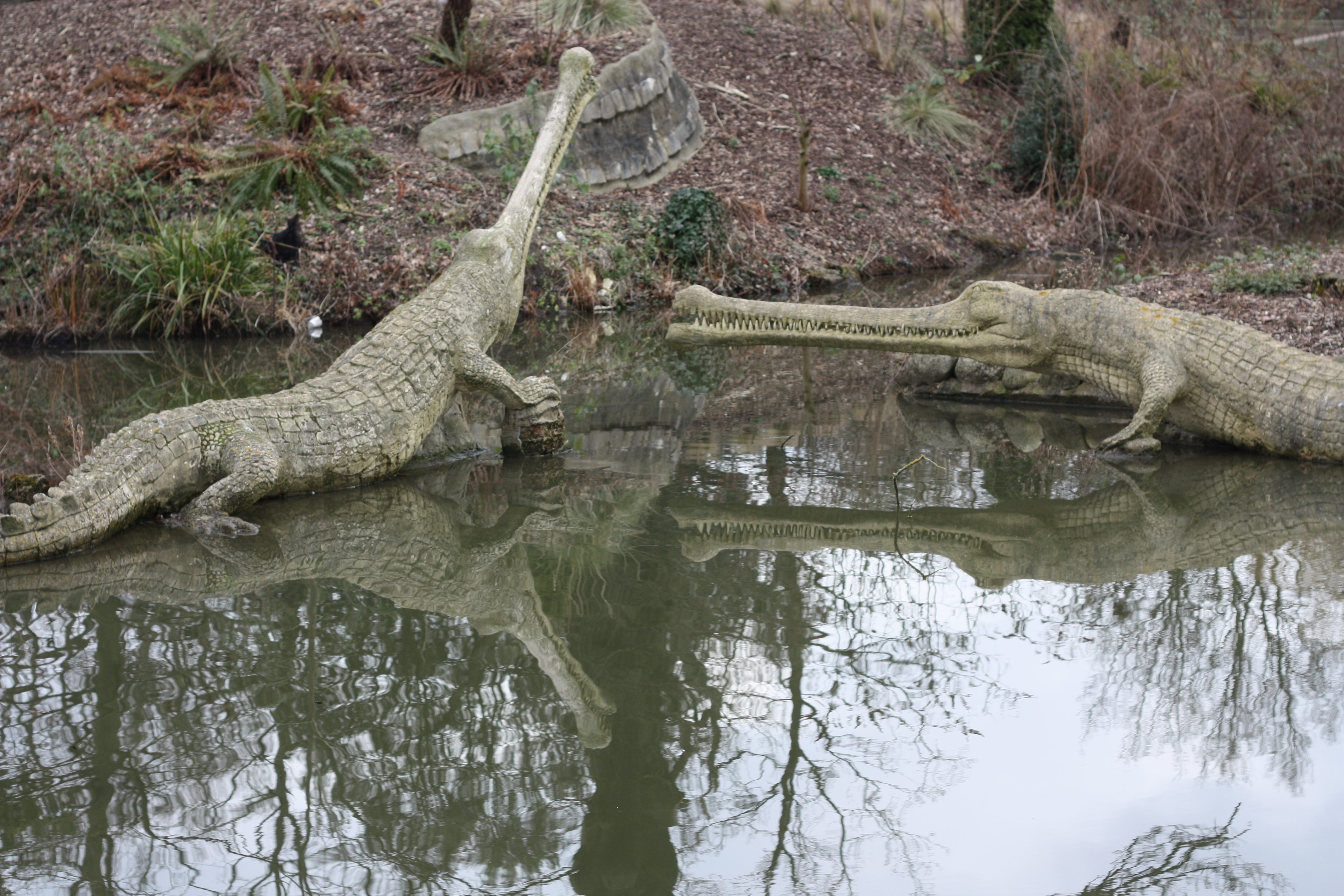
Teleosaurus-modellen in de tuin van het Crystal Palace.

Teleosaurus is een geslacht van uitgestorven krokodilachtigen. Het leefde in het Vroeg- tot Midden-Jura en was waarschijnlijk een viseter. Hij was een zeedier, maar kwam waarschijnlijk wel aan land om eieren te leggen. Hij was vermoedelijk een snelle zwemmer en had zich goed aangepast aan het leven in de zee. Teleosaurus behoort tot de familie van de Teleosauridae. Teleosaurus zelf was een van de vroegere teleosauriërs. In de zee van het Vroeg-Jura leefden verschillende soorten Teleosaurus. Teleosaurus leefde samen met andere teleosauriden als Pelagosaurus, zeereptielen als Plesiosaurus, Ichthyosaurus, Macroplata, Eurhinosaurus, Stenopterygius, Temnodontosaurus en vele soorten vissen en ongewervelden als ammonieten en belemnieten. Teleosaurus leefde in wat nu Europa is.
Wat opvalt aan het uiterlijk van de gepantserde Teleosaurus zijn de verschillende lengtes van de ledematen. Zijn achterpoten waren twee keer zo lang als zijn voorpoten. Deze fysieke eigenaardigheid komt veel voor bij de ledematen van landdieren. Aangezien zijn neusgaten zich echter aan het puntje van zijn snuit bevonden, is het redelijk om te concluderen dat Teleosaurus zich voornamelijk in het water bevond. Toen hij onder het wateroppervlak dook, was alleen de punt van de snuit, die vergroot was tot een lepelachtig grijpapparaat, zichtbaar voor zijn prooi. Zijn kaken bevatten meer dan tweehonderd scherpe tanden.

## Geschiedenis
De overblijfselen van teleosauriërs zijn al sinds minstens 1758 bekend bij de wetenschap, hoewel wetenschappers aanvankelijk dachten dat de overblijfselen toebehoorden aan uitgestorven krokodillen en alligators, en overblijfselen die ooit zijn toegeschreven aan Teleosaurus (en Steneosaurus) hebben al sinds minstens 1800 bekend bij de wetenschap. Het holotype werd in het begin van de 19e eeuw ontdekt door Pierre Tesson voordat hij het verhandelde met Lamoroux. Teleosaurus werd kort opgemerkt door Jean Vincent Félix Lamouroux in 1820 als Crocodylus cadomensis en vervolgens stuurde hij het exemplaar naar Georges Cuvier. Het werd volledig beschreven door Cuvier in 1824, maar het werd pas een jaar later gepubliceerd door Étienne Geoffroy Saint-Hilaire.
De tweede soort toegeschreven aan Teleosaurus, Teleosaurus soemmeringii (nu een synoniem van Teleosaurus cadomensis), werd benoemd in 1829. In 1842 werd Teleosaurus asthenodeirus benoemd. Teleosaurus minimus en Teleosaurus ornati werden benoemd in 1852 en het is nu stevig een synoniem van Teleosaurus cadomensis. Friedrich August von Quenstedt voegde enkele jaren later in 1858 ook Teleosaurus lacunosae toe. Eudes-Deslongchamps volgde in 1868 en benoemde de twee soorten Teleosaurus geoffroyi en Teleosaurus gladius - beide zijn gebaseerd op overblijfselen die in 1944 in Caen zijn vernietigd. Teleosaurus geoffroyi, beschreven op basis van nu vernietigde mandibulaire fragmenten, werd door Vignaud (1995) als een geldige soort beschouwd, maar werd in 2020 een waarschijnlijk synoniem van Teleosaurus cadomensis. Richard Owen voegde Teleosaurus brevior en Teleosaurus latifrons toe aan Teleosaurus in 1884.
In 2019 werd de taxonomie van Teleosauroidea herzien en werd Teleosaurus cadomensis gezien als de enige geldige soort. De rest van de bekende soorten werd opgenomen in Teleosaurus cadomensis of andere geslachten. Deze studie is in oktober 2020 gepubliceerd.

## Beschrijving
Teleosaurus had zeer langwerpige kaken, vergelijkbaar met die van een moderne gaviaal. Het had een lang, slank lichaam, met een bochtige staart die hem door het water zou hebben voortgestuwd. Zijn voorpoten waren opmerkelijk kort en zouden tijdens het zwemmen waarschijnlijk dicht bij het lichaam zijn gehouden om de stroomlijning van het dier te verbeteren. In tegenstelling tot moderne krokodilachtigen leefde hij in de open oceaan en ving hij waarschijnlijk vis en inktvis met zijn scherpe, naaldachtige tanden.